# Bisdom Cesena-Sarsina
Het bisdom Cesena-Sarsina (Latijn: Dioecesis Caesenatensis-Sarsinatensis; Italiaans: Diocesi di Cesena-Sarsina) is een in de Italiaanse provincie Forlì-Cesena (regio Emilia-Romagna) gelegen rooms-katholiek bisdom met zetel in de stad Cesena. Het bisdom behoort tot de kerkprovincie Ravenna-Cervia, en is samen met de bisdommen Forlì-Bertinoro, Rimini en San Marino-Montefeltro suffragaan aan het aartsbisdom Ravenna-Cervia.

## Geschiedenis
Het bisdom Cesena werd opgericht in de 1e eeuw. In de 5e eeuw werd het suffragaan aan Ravenna. Op 30 september 1986 werd het door de Congregatie voor de Bisschoppen met het decreet Instantibus votis samengevoegd met het bisdom Sarsina.

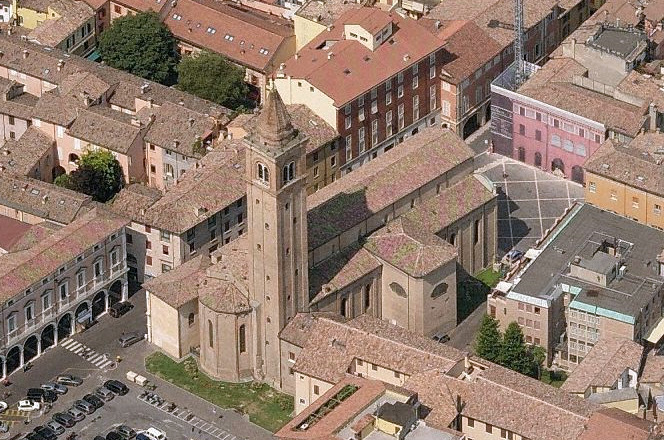
Kathedraal van Cesena
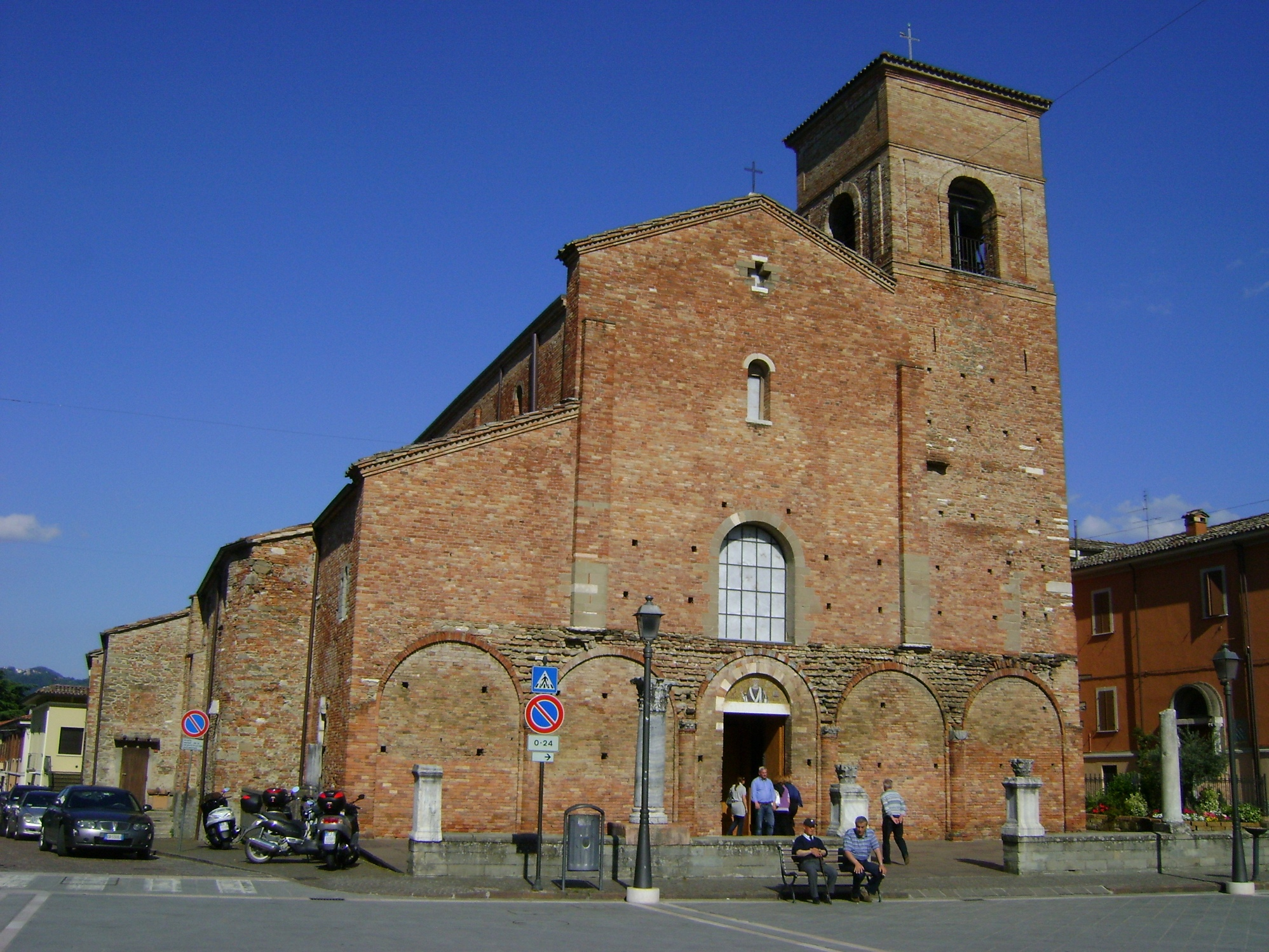
Cokathedraal van Sarsina